# Bernd Neumann (Beamter)
Bernd Neumann (* 26. September 1966  in Mainz) ist seit dem 24. Februar 2023 Präsident des Hessischen Landesamtes für Verfassungsschutz.

## Leben
Bernd Neumann trat 1985 in die hessische Polizei ein, wo er bis zum Jahr 2001 in verschiedenen Verwendungen bei der Bereitschaftspolizei, in der Polizeidirektion Groß-Gerau, dem Hessischen Landeskriminalamt und dem Hessischen Ministerium des Innern und für Sport tätig war. 2002/2003 absolvierte er die Ausbildung für den höheren polizeilichen Vollzugsdienst an der Polizei-Führungsakademie in Münster-Hiltrup.
Neumann koordinierte in den folgenden Jahren zwei Projekte der hessischen Polizei zur Einführung der Kriminalkommissariate zur Bekämpfung der Internetkriminalität und zur Intensivierung der DNA-Maßnahmen, von 2008 bis 2013 war er im Polizeipräsidium Westhessen Leiter der Zentralen Kriminalinspektion. Von 2013 bis 2015 hatte er die Leitung des Abteilungsstabs des Landespolizeipräsidiums inne.
Im Jahre 2015 wechselte er zum Landesamt für Verfassungsschutz und arrangierte nach den Ungereimtheiten im NSU-Prozess, in deren Folge der damalige Präsident Roland Desch entlassen wurde, gemeinsam mit dem damaligen LfV-Präsidenten Robert Schäfer die strategische Neuausrichtung des Nachrichtendienstes in präventiver und operativer Hinsicht. In der Abteilung 3 Operative Fachdienste leitete er u. a. die Dezernate Geheimschutz, Organisierte Kriminalität, Spionageabwehr und Wirtschaftsschutz. Er war von 2016 bis 2018 Leiter der Abteilung 4 Islamismus und islamistischer Terrorismus. Als Vizepräsident des Landesamtes für Verfassungsschutz Hessen war er ab 2018 in den Aufbau des Hessischen Extremismus- und Terrorismus-Abwehrzentrums (HETAZ) eingebunden, das ab März 2019 als eine standardisierte Kommunikations- und Kooperationsplattform unter Einbindung des Hessischen Landeskriminalamts, der Staatsanwaltschaft Frankfurt (Abteilung Staatsschutz, der Generalstaatsanwaltschaft Frankfurt) sowie des LfV Hessen zur Intensivierung der Zusammenarbeit der hessischen Sicherheitsbehörden sowie innerhalb des Verfassungsschutzverbunds beiträgt.
Bernd Neumann ist verheiratet und Vater von zwei Kindern.